# Sir Patrick Spens
Sir Patrick Spens is een van de zogeheten Child Ballads, een collectie traditionele ballades uit Engeland en Schotland, verzameld door Francis James Child in de late 19e eeuw. De ballade Sir Patrick Spens, die van overwegend Schotse oorsprong is, komt overeen met een historische gebeurtenis, de terugkomst van de Schotse prinses Margareta (Maagd van Noorwegen) in 1290. Tijdens de overtocht kwam zij om, hoewel niet zoals beschreven in de ballade. Wel wordt er beweerd dat vele schepen die eerder zijn gestuurd om haar op te halen, zijn vergaan. De persoon Patrick Spens heeft echter naar alle waarschijnlijkheid nooit bestaan.
Er zijn verschillende versies van de ballade, maar het verhaal is in de grond hetzelfde: de koning van Schotland zoekt de beste schipper van Schotland, om in koninklijke opdracht een schip met edelen te varen. Een van de ridders aan het hof heet Sir Patrick Spens, en de koning schrijft hem een brief. Patrick is niet bijzonder blij met de opdracht, die hij als zeer gevaarlijk beschouwt in die tijd van het jaar. Hier lopen de verschillende versies uiteen. Sommige versies laten het schip Noorwegen bereiken, andere laten het al op de heenweg vergaan. In ieder geval wordt het schip klaargemaakt, hetzij voor de heenreis, hetzij voor de terugreis. Ondanks slechte voortekenen (waarschijnlijk wordt in de tekst aan de nieuwe maan gerefereerd, die samenvalt met springtij), vaart het schip uit. Het schip vergaat met man en muis, en de tekst maakt uitdrukkelijk melding van de thuis wachtende vrouwen van de edelen, die hun echtgenoten nooit meer terug zullen zien. Het schip ligt op de bodem van de zee bij Aberdour.
Het lied is onder meer op de plaat gezet door de band Fairport Convention en verscheen in 1970 op hun album Full House.